# Igreja de madeira de Urnes
A igreja de madeira de Urnes (em Norueguês, Urnes stavkirke) é uma igreja de madeira situada da quinta de Ornes, perto do Fiorde de Luster, no município de Luster, no condado de Sogn og Fjordane, na Noruega. E pertence a Igreja Evangélica Luterana da Noruega. 
Em 1979, a igreja de madeira de Urnes foi incorporada na lista do património da humanidade, da Unesco.
É propriedade do organismo Fortidsminneforeningen (Sociedade para a preservação dos monumentos noruegueses antigos). Esporadicamente, são celebradas missas na igreja.

## História

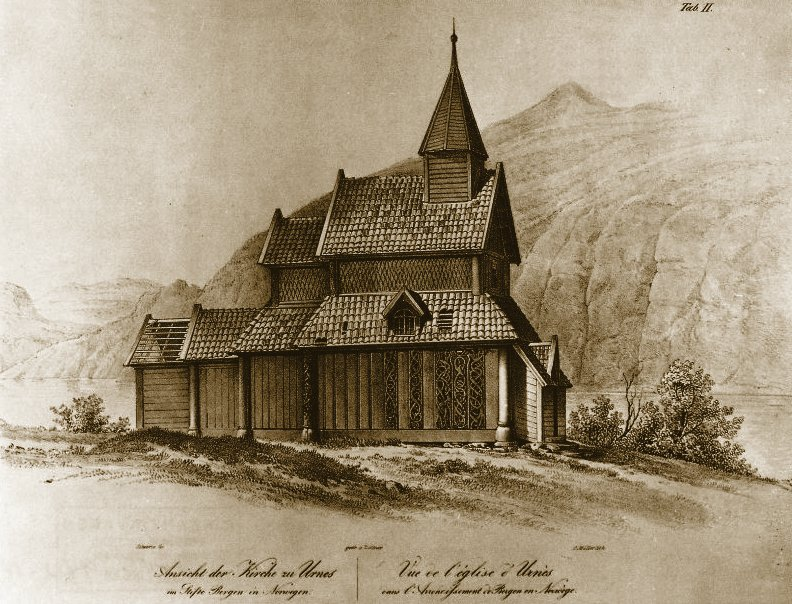
Desenho executado por I. C. Dahl

A igreja foi construída por volta de 1130 ou pouco depois, como igreja privada para uma família poderosa da região. Encontra-se hoje na sua localização original.
É considerada a mais antiga igreja do seu tipo, fornecendo um elo entre os métodos de construção da Era Viquingue, com ornamentos ilustrando animais, e a arquitectura cristã. Os artesãos da época estavam conscientes das tendências arquitectónicas e transpuseram o que noutros países se executava em pedra para a madeira.
Foram executadas escavações arqueológicas que revelaram vestígios de uma ou possivelmente duas igrejas no local, mais antigas que a actual.
O pórtico e outros pormenores da parede norte da igreja actual estão decorados com animais, no que se pode considerar o estilo clássico de Urnes. É provável que sejam relíquias de uma das igrejas anteriores.

## Iconografia

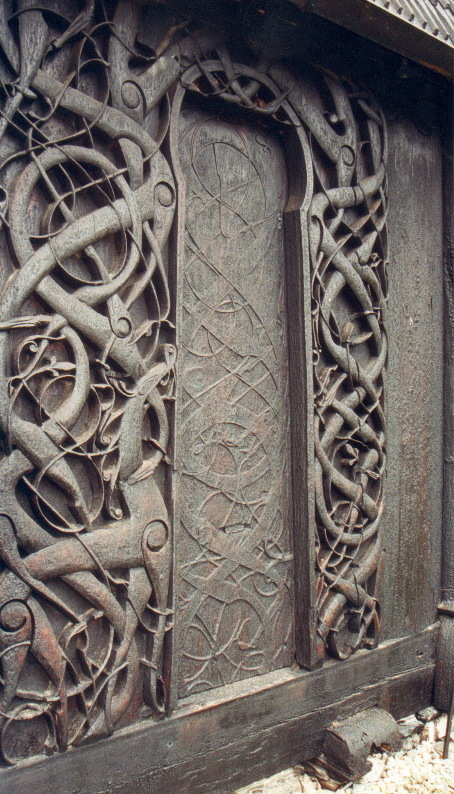
Pormenor da igreja de madeira de Urnes

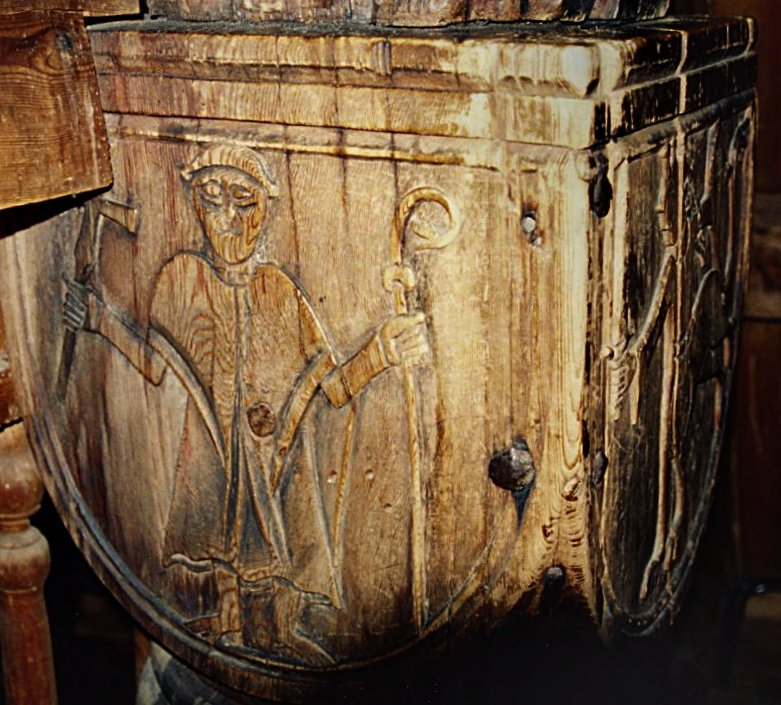
Um peregrino

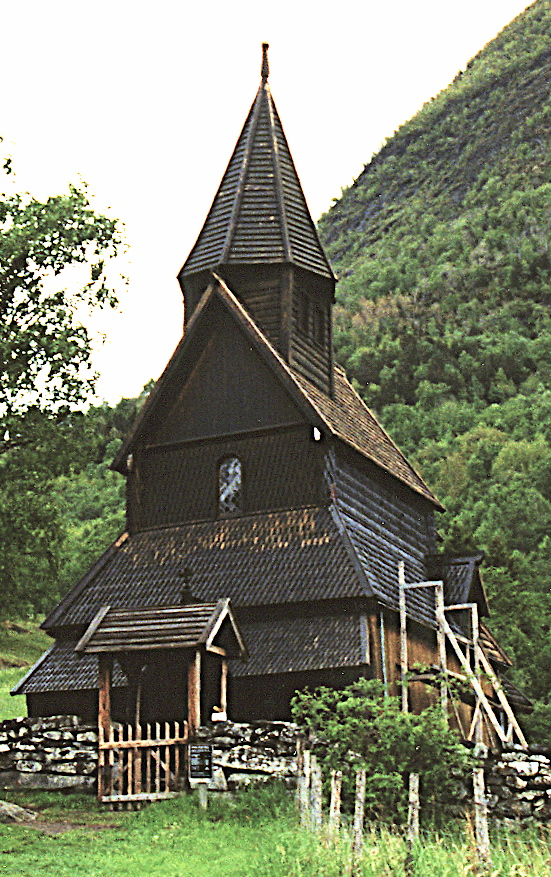
A igreja

Tem havido diversas tentativas para interpretar a decoração inconográfica do pórtico antigo, na parede norte. As imagens são geralmente consideradas como representações de cobras enrolando-se em sentido ascendente. Na parte inferior, é possível observar um animal de quatro patas mordendo a cobra. Uma das interpretações mais comuns para esta cena é que representa a luta eterna entre o bem e o mal. Acredita-se que o animal seja um leão estilizado. Na iconografia cristã, o leão é um símbolo de Cristo, lutando o mal simbolizado pela cobra, uma representação comum de satanás.

## O edifício actual
A igreja foi construída com uma nave rectangular e um coro mais estreito. Ambos possuem espaços centrais elevados. O coro foi ampliado para este no século XVII, mas esta alteração foi retirada, mais tarde. O desenho de I. C. Dahl ilustra este facto, assim como o estado deteriorado da igreja na altura. Durante o século XX, a igreja foi submetida a restauro e as paredes ricamente decoradas foram cobertas, para evitar que se deteriorassem ainda mais.